# Xylopia densifolia
Xylopia densifolia este o specie de plante angiosperme din genul Xylopia, familia Annonaceae, descrisă de Adolph Daniel Edward Elmer. Conform Catalogue of Life specia Xylopia densifolia nu are subspecii cunoscute.